# Caecostenetroides
Caecostenetroides es un género de crustáceo isópodo marino de la familia Gnathostenetroidae.

## Especies
- Caecostenetroides ascensionis Vonk & Stock, 1991
- Caecostenetroides ischitanum Fresi & Schiecke, 1968
- Caecostenetroides leptosoma Stock & Vonk, 1990
- Caecostenetroides mooreus Müller, 1991
- Caecostenetroides nipponicum Nunomura, 1975
- Caecostenetroides ruderalis Stock & Vonk, 1990